# Arachnocampa
Arachnocampa ist eine vier Arten umfassende Gattung von Langhornmücken (Keroplatidae), die als Larvenstadium Biolumineszenz zeigen. Sie leben hauptsächlich in Neuseeland und Australien in Höhlen und Grotten oder geschützten Plätzen im Wald.
Die erste entdeckte Art, Arachnocampa luminosa, wurde ursprünglich unter dem Gattungsnamen Bolitophila („pilzliebend“) beschrieben. Frederick W. Edwards trennte die Art 1924 von Bolitophila Meigen ab und errichtete die neue Gattung Arachnocampa („Spinnenraupe“, weil die Larven Seidenfäden spinnen, um Beute zu fangen) für Arachnocampa luminosa.

## Beschreibung
Die Arten von Arachnocampa durchlaufen einen Lebenszyklus von einem 3–5 mm langen Ei über Larven, die sich verpuppen und dann zur adulten Mücke werden. Dabei nimmt das Larvenstadium mit 6 bis 12 Monaten je nach Nahrungsangebot den größten Teil der Lebenszeit ein.
Die Larve spinnt an der Höhlendecke ein Nest aus Seide und hängt dann bis zu 70 Seidenfäden um das Nest herab. Diese sind bis zu 30 oder 40 cm lang und mit Schleimtröpfchen besetzt. Die Larven können nur an windstillen Plätzen leben, da sich sonst ihre Fangleinen verfangen. Daher bevorzugen sie Höhlen, Überhänge und tiefen Regenwald. Bei einigen Arten enthalten die Tröpfchen außerdem Gift, um die gefangene Beute schneller überwältigen zu können.
Die Larven leuchten, um Beute in ihre Fangfäden zu locken. Möglicherweise täuscht die mit Larven bedeckte Höhlendecke der Beute einen freien Sternenhimmel bei Nacht vor. Hungrige Larven leuchten heller als solche, die gerade gefressen haben. Die Beute umfasst Gnitzen, Eintagsfliegen, Köcherfliegen, Stechmücken, Nachtfalter und sogar kleine Schnecken und Tausendfüßer. Wenn die Beute an einem Fangfaden klebt, zieht sie die Larve mit bis zu 2 mm/s nach oben und frisst sie. Bei Nahrungsmangel gehen die Larven zum Kannibalismus über und fressen andere Larven, Puppen und erwachsene Mücken.
Das Leuchten ist ein Ergebnis der Reaktion von Luciferin unter Anwesenheit des Enzyms Luciferase, Adenosintriphosphat als Energieträger und Sauerstoff. Die Leuchtorgane sind Modifikationen der Malpighischen Gefäße im Abdomen.
Der Körper der Larven ist weich, die Kopfkapsel jedoch hart. Wenn der Kopf keinen ausreichenden Platz mehr findet, häutet sich die Larve. Dies geschieht viermal. Am Ende des Larvenstadiums erreicht die Larve eine Länge von bis 3 cm und verpuppt sich zu einer von der Decke herabhängenden Puppe, die periodisch leuchtet. Das Puppenstadium dauert 1–2 Wochen. Das Männchen hört kurz vor dem Schlüpfen zu leuchten auf, die weiblichen Puppen leuchten hingegen stärker. Es wird angenommen, dass das Leuchten der Weibchen die Männchen anlocken soll, so dass diese bereits beim Schlüpfen auf die Weibchen warten können.
Die Mücken beider Geschlechter nehmen keine Nahrung auf und sind kurzlebig, da sie nur für Paarung und Eiablage benötigt werden. Sie sind schlechte Flieger, bleiben oft in der Nähe des Verpuppungsortes und bilden dort Kolonien. Das Weibchen legt etwa 130 Eier in Haufen von 40 bis 50 und stirbt bald darauf. Die Larven schlüpfen nach etwa 20 Tagen.
Die Larven sind empfindlich gegen Licht und Störungen. Bei Berühren ihrer Fangfäden ziehen sie sich in das Nest zurück und hören auf zu leuchten. Sie haben wenige Feinde, die größte Gefährdung geht von Störungen durch den Menschen aus.

## Arten
- Arachnocampa luminosa lebt auf beiden Inseln Neuseelands. Ihr Māori-Name ist Titiwai.  Die Waitomo Caves auf der Nordinsel sind ein bekannter Lebensraum und eine Touristenattraktion. Diese Art wurde 1871 für die Wissenschaft entdeckt, als sie in einer Goldmine in der Region um Thames gesammelt wurde. Zuerst nahm man eine Verwandtschaft mit den europäischen Glühwürmchen an, aber 1886 zeigte ein Lehrer aus Christchurch, dass sie die Larven einer Mücke, nicht eines Käfers sind.  Die Art wurde 1891 Bolitophila luminosa genannt und 1924 in die Gattung Arachnocampa gestellt. Die Eier, Larven und Puppen, sogar erwachsene Mücken werden von Weberknechten gefressen. Die kleinen orangefarbenen Weberknechte leben in den gleichen Höhlen, größere Spinnen suchen die Höhlen zur Nahrungsaufnahme und zum Schutz auf. Auch ein Pilz befällt die Art und tötet die Larven nach und nach. Die Pilzsporen werden durch Luftbewegung verteilt. Da die Larven an windgeschützten Orten leben, können sich die Sporen jedoch nicht stark verteilen.
- Arachnocampa richardsae lebt in New South Wales. Der Newnes Glow Worm Tunnel in den Blue Mountains ist ein bekanntes Habitat.
- Arachnocampa tasmaniensis lebt in Tasmanien. Ein Fundort ist die Marakoopa Cave in Mole Creek nahe dem Cradle Mountain.
- Arachnocampa flava lebt in Queensland. Die Naturbrücke im Springbrook National Park im Hinterland der Gold Coast ist ein gut bekannter Lebensraum.
- Arachnocampa sp. "Mount Buffalo" ist eine mögliche fünfte Art. Eine Kolonie Arachnocampa wurde in einer alpinen Höhle am Mount Buffalo in Victoria gefunden. Forschungen lassen vermuten, dass es sich um eine mit A. tasmaniensis und A. luminosa verwandte neue Art handelt. Ihre Anwesenheit lässt vermuten, dass sich der Regenwald einst bis hinauf zur Höhle erstreckte.[4] Die Regierung von Victoria stuft die sogenannten Mt. Buffalo Glow-Worms als bedrohte Art ein.[5]